# NGC 5506
NGC 5506 is een spiraalvormig sterrenstelsel in het sterrenbeeld Maagd. Het hemelobject werd op 15 april 1787 ontdekt door de Duits-Britse astronoom William Herschel.

## Synoniemen
- MCG 0-36-28
- IRAS 14106-0258
- UGCA 387
- ZWG 18.81
- MK 1376
- KCPG 419A
- PGC 50782